# Jenna Gray
Jenna Camille Gray (* 28. Februar 1998 in Shawnee, Kansas) ist eine US-amerikanische Volleyballspielerin.

## Karriere
Gray stammt aus einer sportlichen Familie. Sie begann ihre Karriere an der St. James Academy in Lenexa. Mit dem Team gewann sie als Kapitänin 2012, 2013 und 2015 die Kansas-Meisterschaft und wurde 2014 Vizemeisterin. Von 2016 bis 2019 studierte sie an der Stanford University. Mit der Universitätsmannschaft gewann die Zuspielerin 2016, 2018 und 2019 NCAA-Meisterschaft. Außerdem wurde sie oft in Allstar-Teams verschiedener Wettbewerbe gewählt. Während ihrer Zeit in Stanford war sie auch im Beachvolleyball aktiv und erzielte vordere Plätze beim Speerwurf. 2020 wurde sie vom deutschen Bundesligisten Dresdner SC verpflichtet. Mit den Elbestädtern wurde sie 2021 Deutsche Meisterin und verlängerte ihren Vertrag um ein Jahr. Nach dem Ende der Saison 2021/22 wurde ihr Vertrag in Dresden nicht verlängert.